# Góry Zaałajskie
Góry Zaałajskie (kirg. Чоң Алай кырка, Czong Ałaj kyrka; tadż. қаторкӯҳи Каюмарс, katorkuhi Kajumars; ros. Заалайский хребет, Zaałajskij chriebiet; chiń.: 外阿莱山脉; pinyin: Wài’ālái Shānmài) – góry w północnym Pamirze, na granicy Kirgistanu i Tadżykistanu; wschodni skraj leży w Chinach. Góry mają długość ok. 250 km, najwyższym szczytem jest Szczyt Lenina (7134 m n.p.m.), charakteryzują się dużą ilością głębokich dolin rzecznych i występowaniem wielu lodowców (w sumie ok. 550), których powierzchnia całkowita wynosi ok. 1300 km². Poniżej linii wiecznego śniegu występują łąki i stepy górskie. Przez przełęcz Kyzyłart biegnie ważna droga samochodowa, łącząca Kotlinę Fergańską z miastem Chorog.